# Compañía Wolseley de Máquinas Esquiladoras
La Compañía Wolseley de Máquinas Esquiladoras (nombre original en inglés:Wolseley Sheep Shearing Machine Company Limited) fue una sociedad limitada establecida en Londres, que se constituyó para capitalizar una empresa establecida por Frederick Wolseley en Australia. Como indica su nombre, en sus orígenes se especializó en el diseño y fabricación de maquinaria para el esquilado de la lana de las ovejas.
La compañía pasó a llamarse posteriormente Wolseley plc y permanece entre las empresas cotizadas en la Bolsa de Londres. Actualmente forma parte del FTSE 100.

## Máquina de Wolseley

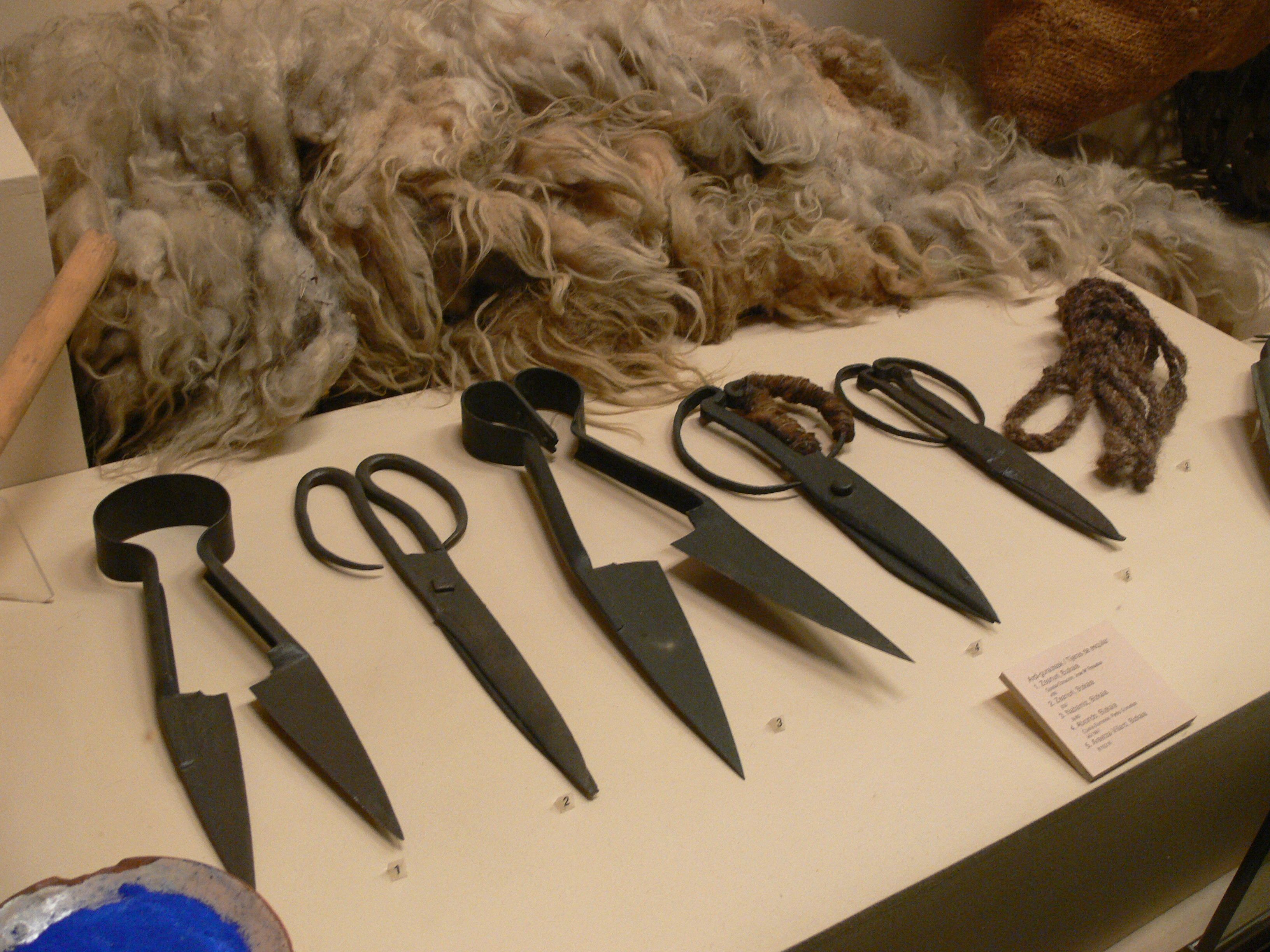
Instrumentos tradicionales de esquilado

La lana de las ovejas se ha esquilado con tijeras manuales desde tiempos inmemoriales. Wolseley inventó y desarrolló el primer método mecánico satisfactorio utilizando una fuente de energía independiente de la mano del esquilador. La primera fuente de alimentación era un torno impulsado por un caballo, conectado por un juego de correas y poleas a un eje de transmisión cuidadosamente diseñado para llevar el accionamiento mecánico al instrumento de corte sostenido por la mano del esquilador.
Además de reducir el esfuerzo de la mano del esquilador, la máquina permitía apurar el corte de la lana en toda su longitud, lo que a menudo duplicaba o incluso triplicaba su valor. También facilitaba la obtención de la lana en un solo vellón, en lugar de cortarla en trozos pequeños como con las tijeras.
La aparente simplicidad de la máquina de Wolseley oculta las décadas de esfuerzo de muchos inventores e ingenieros para crear un dispositivo satisfactorio.

## Historia

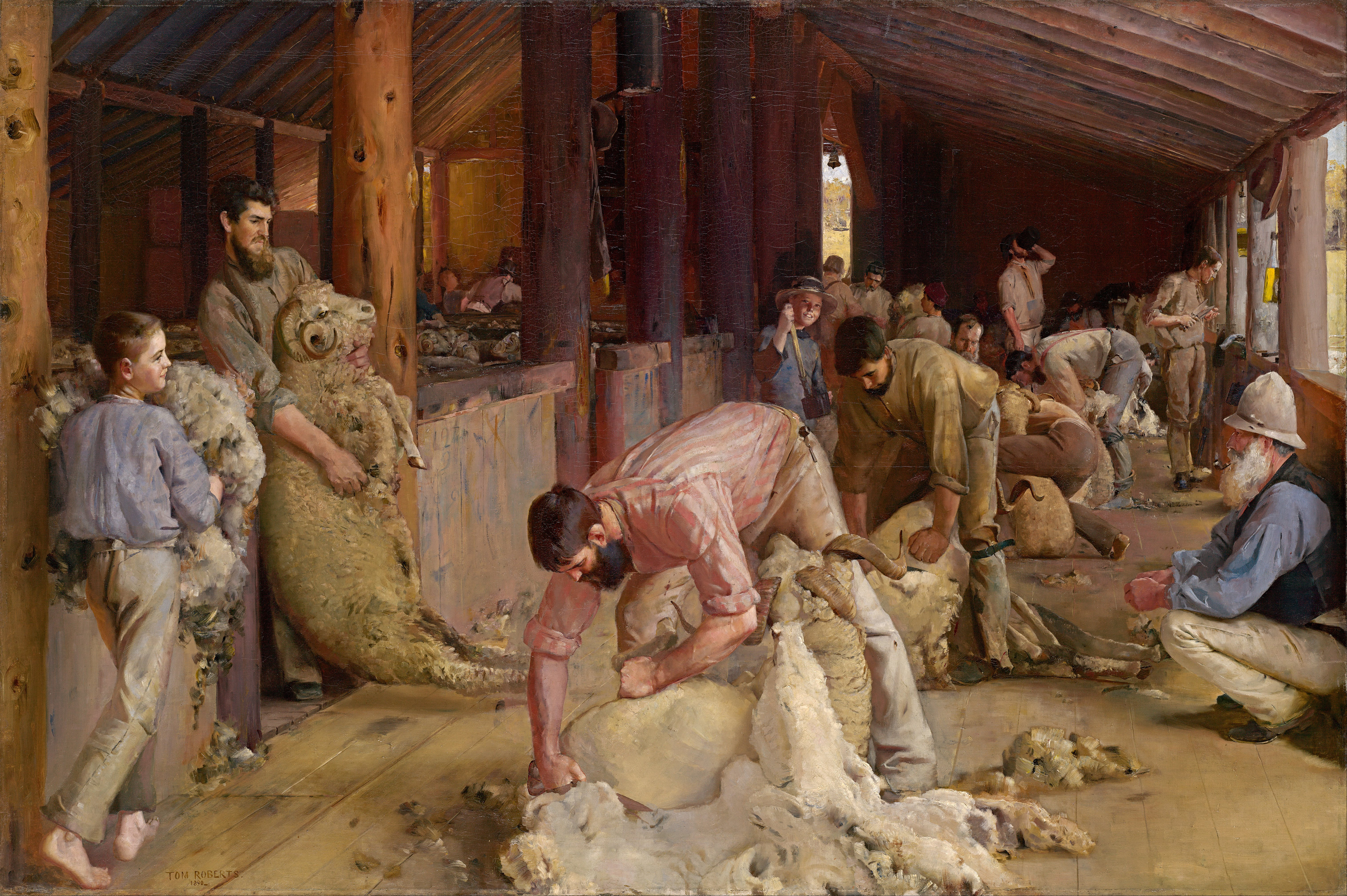
"Esquilando los carneros" (1888),
el duro trabajo revolucionado por Wolseley

El negocio de Inglaterra fue fundado por Frederick York Wolseley en Londres en 1889. La compañía se inició con un capital de 200.000 libras, y su objetivo era obtener el máximo rendimiento de la invención de su máquina de esquilado de ovejas patentada en marzo de 1877. Herbert Austin, que había trabajado en el desarrollo del producto en Melbourne (Australia) desde 1887, fue nombrado gerente y recibió una parte de su capital.
Wolseley, dueño de una gran explotación de ovejas, había establecido un negocio del mismo nombre en Sídney (Australia), en 1887. Fabricó la maquinaria de esquilado en gran parte ensamblando componentes comprados. Impresionado por Austin, que administraba uno de los proveedores, Wolseley lo contrató para este negocio.
Su primera maquinaria de esquilado estaba impulsada por caballos de tiro, reemplazados más adelante por motores estacionarios. Tras realizar numerosas demostraciones en el este de Australia y Nueva Zelanda en 1887 y 1888, se instaló una máquina esquiladora en Louth (Nueva Gales del Sur),y fue un esquilador tradicional el primero en cortar el vellón de una oveja con el nuevo equipo. Dieciocho esquiladeros adicionales fueron equipados con la invención de Wolseley en 1888. Una vez operativa la compañía en Australia, la propiedad de la empresa se transfirió a la nueva compañía londinense en 1889, pero las operaciones se conservaron en su lugar de origen.
Durante la década de 1890, Austin estudió la maquinaria de corte de Wolseley en uso en una gran explotación ovejera y patentó varias mejoras. En 1893, sin embargo, se enfrentaron a una crisis cuando se descubrió que se había vendido una gran cantidad de maquinaria defectuosa, situación provocada por la incapacidad de los proveedores locales para cumplir con las especificaciones requeridas. Austin fue enviado a Inglaterra para iniciar allí una operación de fabricación. En noviembre de 1893, Wolseley y Austin llegaron a Inglaterra, donde Austin manejó el negocio desde un pequeño taller en Broad Street, Birmingham. Wolseley, con sus intereses ganaderos en Australia, renunció en 1894 debido a sus problemas de salud.

### Descripción
A continuación figura una reseña de un periódico local publicada en 1890, en la que se describe el funcionamiento del equipo de esquilado Wolseley, destacando sus grandes ventajas: 

"Señor, puede interesar a algunos de sus lectores saber cómo se corta la lana a las ovejas. Antes de escribir sobre este asunto, será mejor decir algo sobre el esquilado manual. La esquila en una explotación de ovejas es la época más atareada del año; y si hay de 30.000 a 50.000 ovejas para rapar, habrá entre 16 y 20 esquiladores. Entre estos, seguramente habrá algunos hombres que son de los que se llaman toscos, es decir, que no apuran la lana, hacen muchos segundos cortes y esquilan mal a las ovejas. Incluso los buenos esquiladores hacen cortes secundarios en la lana cuando van por la espalda, en el flanco y alrededor del cuello; y cuando la lana se corta en pedazos pequeños, se devalúa su precio. Nadie que no lo haya visto se creería la forma en la que se cortan y se cortan los vellones de las ovejas con las tijeras. Cada esquilador corta más o menos, la mayoría de ellos más; y sus lectores podrían juzgar cómo las ovejas son rapadas para aumentar el número que algunos hombres superan en el día. Las ovejas merinas tienen una lana bastante suave y una piel delicada; sin embargo, la mayoría de los esquiladores comunes rapan unas 150 o incluso 200 por día. Es imposible cortar bien un número así. Durante los últimos cinco o seis años, los gerentes han sido más exigentes; pero la norma de la explotación siempre es: "Haz que se esquile", para que las ovejas puedan regresar rápidamente a las colinas. La esquila es el trabajo mejor pagado y peor realizado en la colonia. Justo ahora es de 15 chelines por cada 100 ovejas.

"Las máquinas esquiladoras trabajan según el principio de un cortador de crines de caballo; un peine con dientes ligeramente elevados, hecho de acero, y una cuchilla dentada que se desliza con un movimiento de vaivén por la parte superior del peine; un motor de tres caballos de fuerza acciona 16 máquinas de la siguiente manera: hay un eje que recorre toda la longitud de la sala de corte, aproximadamente a 7 pies del suelo, y en el soporte de cada esquilador hay una rueda (que hace girar la maquinaria) que está conectada con la cuchilla. Esta parte está por encima de la cabeza del esquilador, y un latiguillo de cuero, de aproximadamente una pulgada de diámetro, que incluye una pieza de tripa de oveja en su interior, le imprime a la cuchilla 1600 revoluciones por minuto. Hay una junta universal en el mango de la máquina, y cualquiera puede aprender a usarla pronto. Un asa unida al volante de cada una de las máquinas de accionamiento, permite conectar o parar el movimiento de cizalla. Un esquilador atrapa una oveja y la lleva a su puesto; luego tira del mango y su máquina está lista. Con dos o tres cortes, tiene el pecho limpio, luego pasa la máquina por el vientre, limpia las patas traseras y rodea la cola; luego sube por el cuello y alrededor de la cabeza, termina el cuello, baja por el hombro y el costado, y por la columna vertebral, luego por el otro lado, y detiene la máquina, y deja ir a la oveja. La máquina recorre la lana con bastante facilidad. Simplemente se guía hacia cualquier parte, y va alrededor de las orejas igual que hacia abajo; puede cortar muy cerca de la piel, o puede dejar algo de lana al animal cambiando el peine. Están hechos en varios grosores; en zonas frías, es una gran ventaja dejar un poco de lana a las ovejas. Un hombre cuidadoso con la máquina nunca producirá un corte a una oveja. La única forma en que se pueden cortan es que se rompa un peine, o cuando se esquila dejando que la piel del animal se pliegue, por lo que a veces se introduce entre los dientes del peine, pero el corte es solo en la parte superior de la piel. Entonces la lana se saca espléndidamente; y se evita que el vellón se rompa por varias partes. Incluso las viejas ovejas de lana más fina, que el mejor esquilador a mano no podía esquilar sin romper el vellón en la espalda, se hacen igual que las ovejas de lana más fuerte.

"Cuando los vellones se arrojan a la mesa para ser volteados, no ocupan tanto espacio como los que se han cortado a mano. Un esquilador manual siempre tiene que ir retirando el vellón de su camino, mientras que con las máquinas simplemente se cae cuando se acaba de cortar. Creo que para cualquier persona relacionada con las ovejas, las máquinas son lo más maravilloso que se haya inventado. Este es el primer año que han operado en Nueva Zelanda, pero creo que en poco tiempo serán universales. Las vi trabajando en la explotación de James Smith y Sons de Greenfield, quienes me mostraron todo sobre ellas. Tienen 14 máquinas, y cuando estuve allí, las habían usado durante 10 días, y los esquiladores estaban haciendo un promedio de más de 100 por hombre. Un hombre hizo 160, y cuando se considera la forma superior en que las ovejas se esquilan, y se obtiene cada onza de lana que se quita a medida que crece en las ovejas, creo que el gasto de equipar las máquinas se amortizaría en dos años por el precio extra de la lana y la menor cantidad de golpes que reciben las ovejas. La única parte de las máquinas que parece estar fuera de servicio es la conexión del latiguillo de cuero. Si la tubería se dobla o tuerce por operarios descuidados, la fricción es tan grande que llega a quemarse; pero esto nunca sucede si se mantiene recto, y he oído que deberían tener una conexión hecha de cinta de acero retorcida y articulada, pero incluso en la actualidad son casi perfectas.

Lea Flat Station, Outram, Otago.

Otago Witness , Issue 1892, 15 de mayo de 1890, Página 9

## Diversificación
En la década de 1950, Wolseley introdujo una gama de cercas eléctricas y motocultivadores.

### Automóviles Wolseley

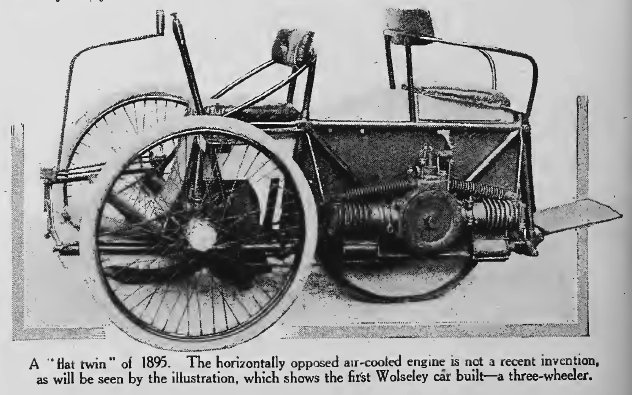
Primer automóvil Wolseley de Austin datado en 1895 en este artículo de 1916

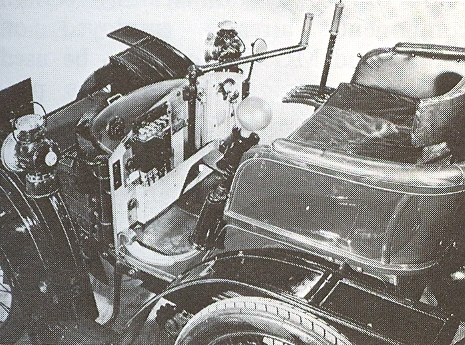
Primer coche Wolseley de cuatro ruedas ideado por Austin (1899)

Austin trasladó las operaciones a una fábrica más grande en Aston (Birmingham), y también asumió la fabricación de bicicletas para mantener la factoría ocupada. La producción de equipos de esquilado de ovejas fue un trabajo estacional. Buscando otros productos adecuados para mantener activa la factoría, Austin diseñó su primer automóvil en 1896, que se basó en un modelo que había visto estando de vacaciones en Francia. Su segundo automóvil, el Autocar Number One, terminado en 1897 y anunciado a un precio de 110 libras, resultó ser inviable, pero finalmente logró vender lo que fue su primer automóvil de cuatro ruedas. Aunque la junta de la empresa le permitió a Austin comprar maquinaria para construir automóviles, decidieron que era poco probable que fuera una industria rentable.
En 1901, el incipiente negocio de Wolseley fue adquirido por Vickers, Sons and Maxim. Para desarrollarlo, contrataron a Austin y fundaron la The Wolseley Tool & Motor Car Company Limited con un capital de 40.000 libras, radicada en Adderley Park, Birmingham. Deseoso de ser completamente independiente, aunque todavía bajo un contrato de cinco años, Austin renunció a The Wolseley Tool & Motor Car Company Limited en 1905 y fundó su propia compañía, la Austin Motor Company en Longbridge.
Cuando Vickers perdió el control financiero de Wolseley Motors con la suspensión de pagos en 1926, Austin compitió con General Motors y William Morris para comprar su negocio. Las negociaciones terminaron cuando Morris compró Wolseley Motors.
Austin continuó ligado a la Compañía de Máquinas Esquiladoras Wolseley y sus máquinas esquiladoras de ovejas y otros equipos agrícolas. Fue presidente de la Junta desde 1911 hasta 1933, cuando se acercaba a los 70 años de edad.

### Wolseley-Hughes
En 1958, el negocio se fusionó con el de Geo H. Hughes, un fabricante con sede en Birmingham de ruedas para cochecitos de bebé y ruedas posteriores para uso industrial, y fue rebautizado como Wolseley-Hughes en 1986.

## Folleto:Wolseley Sheep Shearing Machine Company Limitedde Londres
Londres, 12 de octubre de 1889.

Capital: 200.000 £ en 40.000 acciones de 5 £ cada una; 13.332 acciones diferidas totalmente pagadas se asignarán a los proveedores, dejando 26.668 acciones de 5 £ cada una, que ahora se ofrecen para suscripción.
Los vendedores (The Wolseley Sheep Shearing Machine Company Limited de Sídney) que son los promotores de esta empresa, han fijado el precio a pagar por todos los derechos de patente y la marca obtenida y solicitada en 75.000 £ en efectivo y 13.332 acciones diferidas totalmente pagadas de la compañía.
Directores
- James Alexander, (Redfern, Alexander & Co) director del Australia and New Zealand Banking Group
- F H Dangar, director de Commercial Banking Co of Sydney (junta de Londres)
- John Muirhead, (Latimer Clark Muirhead & Co Limited)
- Abraham Scott, (presidente de Goldsbrough Mort & Co Limited) (junta de Londres)
- F Y Wolseley, director general

Secretario y oficinas -Hugh E Mcleod, Crown Court, Old Broad Street, Londres
Agentes
- Victoria NSW y Queensland -Goldsbrough Mort
- Australia del Sur -Hon. Henry Scott MLC
- Nueva Zelanda, Tasmania y S, África -Redfern Alexander & Co
- América del Sur - O.G. Oliver-Jones

La compañía se forma con el propósito de adquirir y trabajar los derechos de patente en Gran Bretaña. . . y otros países para máquinas esquiladoras y accesorios inventados y patentados por Mr Frederic ( sic ) York Wolseley
Se estima que el número de ovejas en los países para los cuales se han obtenido y solicitado patentes asciende a 400.000.000. Esto forma un campo magnífico para las operaciones. . .

## Museo Nacional de Australia
En la colección del Museo Nacional de Australia en Canberra, fabricada en Birmingham, Inglaterra, alrededor de 1930, existe un equipo portátil de esquilado Wolseley de dos soportes. La planta de corte está propulsada por un motor de gasolina de un solo cilindro de tres caballos de fuerza, montado sobre la base de un carro de madera con cuatro ruedas de hierro fundido. La planta incorporaba una revolucionaria pieza de  de corte manual mecanizada, una de las cuales también está en la colección del museo. El motor está pintado de verde e inscrito con la marca Wolseley, y tiene una placa de metal del fabricante en la que figura rotulado: Wolseley Sheep Shearing Machine Company Ltd Birmingham Inglaterra. La planta, con un peso de 550 kg, fue utilizada en una propiedad ovejera llamada 'Emoh Ruo' en el área de Nueva Gales del Sur de Rockley-Black Springs. Fue utilizado por Roy y George Keogh entre 1948 y 1976.